# نراد میلر
نراد میلر (نام علمی: Abies milleri) نام یک گونه از سرده نراد است.